# Blue Mound (Kansas)
Blue Mound és una població dels Estats Units a l'estat de Kansas. Segons el cens del 2000 tenia 277 habitants.

## Demografia
Segons el cens del 2000, Blue Mound tenia 277 habitants, 116 habitatges, i 69 famílies. La densitat de població era de 169,8 habitants per km².
Dels 116 habitatges en un 32,8% hi vivien nens de menys de 18 anys, en un 46,6% hi vivien parelles casades, en un 6% dones solteres, i en un 39,7% no eren unitats familiars. En el 37,1% dels habitatges hi vivien persones soles el 24,1% de les quals corresponia a persones de 65 anys o més que vivien soles. El nombre mitjà de persones vivint en cada habitatge era de 2,39 i el nombre mitjà de persones que vivien en cada família era de 3,16.
Per edats la població es repartia de la següent manera: un 30,3% tenia menys de 18 anys, un 6,5% entre 18 i 24, un 24,5% entre 25 i 44, un 20,2% de 45 a 60 i un 18,4% 65 anys o més.
L'edat mediana era de 36 anys. Per cada 100 dones de 18 o més anys hi havia 91,1 homes.
La renda mediana per habitatge era de 21.364 $ i la renda mediana per família de 41.500 $. Els homes tenien una renda mediana de 32.083 $ mentre que les dones 15.313 $. La renda per capita de la població era de 10.650 $. Entorn del 12,5% de les famílies i el 18,8% de la població estaven per davall del llindar de pobresa.

## Poblacions més properes
El següent diagrama mostra les poblacions més properes.